# Везиров, Гашим-бек Мириман оглы
Гашим-бек Мириман оглы Везиров (азерб.  هاشم بك وزیروف, Haşım bəy Mir İman oğlu Vəzirov; 1867, Шуша — 1916, Баку) — азербайджанский публицист и драматург.

## Биография
Гашим-бек Везиров родился в Шуше. Начальное образование получал сначала у муллы, затем в городской школе.
Окончив Эриванскую учительскую семинарию, работал учителем в Эривани, Барде, Шеки и Шуше. 
Одно время являлся начальником мусульманско-русской школы в Шуше.
В 1890-х годах будучи преподавателем в реальной школе в городе Шуше Г. Везиров вместе с другими молодыми педагогами участвовал в организации спектаклей. В 1895 году они осуществили постановку пьесы Г. Везирова «Жениться — не воды напиться». В эти годы Везировым была переведена на азербайджанский язык трагедия У. Шекспира «Отелло». Везиров выступал в роли Отелло в спектакле, поставленном в Шуше в 1904 году. 
Писал статьи, посвящённые просвещению, науке, общественно-политическим вопросам. Исполнял обязанности редактора газеты «Иршад».
В 1905—1906 годах участвовал в борьбе с разбойниками. Отбывал ссылку в Ставрополе. 
С 1 апреля 1907 года издавал газету «Таза хайят» («Новая жизнь»). Затем выпускал газету «Сада» («Голос»). Редактировал газету «Иттифак» («Союз»).
В 1911 году был арестован вместе с рядом других журналистов. После освобождения участвовал в выпуске газет «Кавказец», «Сада-и вэтэн», «Сада-и хаг», «Сада-и Кавказ».
Редактировал журнал «Мазали» («Смешной»).
Является автором первой рецензии на оперу «Лейли и Меджнун».
Вел полемику с сотрудниками «Иршада». Своей статьей «Ответ иршадца» Узеир Гаджибеков резко ответил Везирову на одну из полемик. 
В 1914—15 годах в журнале «Мезели» Везиров неоднократно выступал против Гаджибекова.

Карточки на Гашим-бека Везирова, составленные Бакинским губернским жандармским управлением.
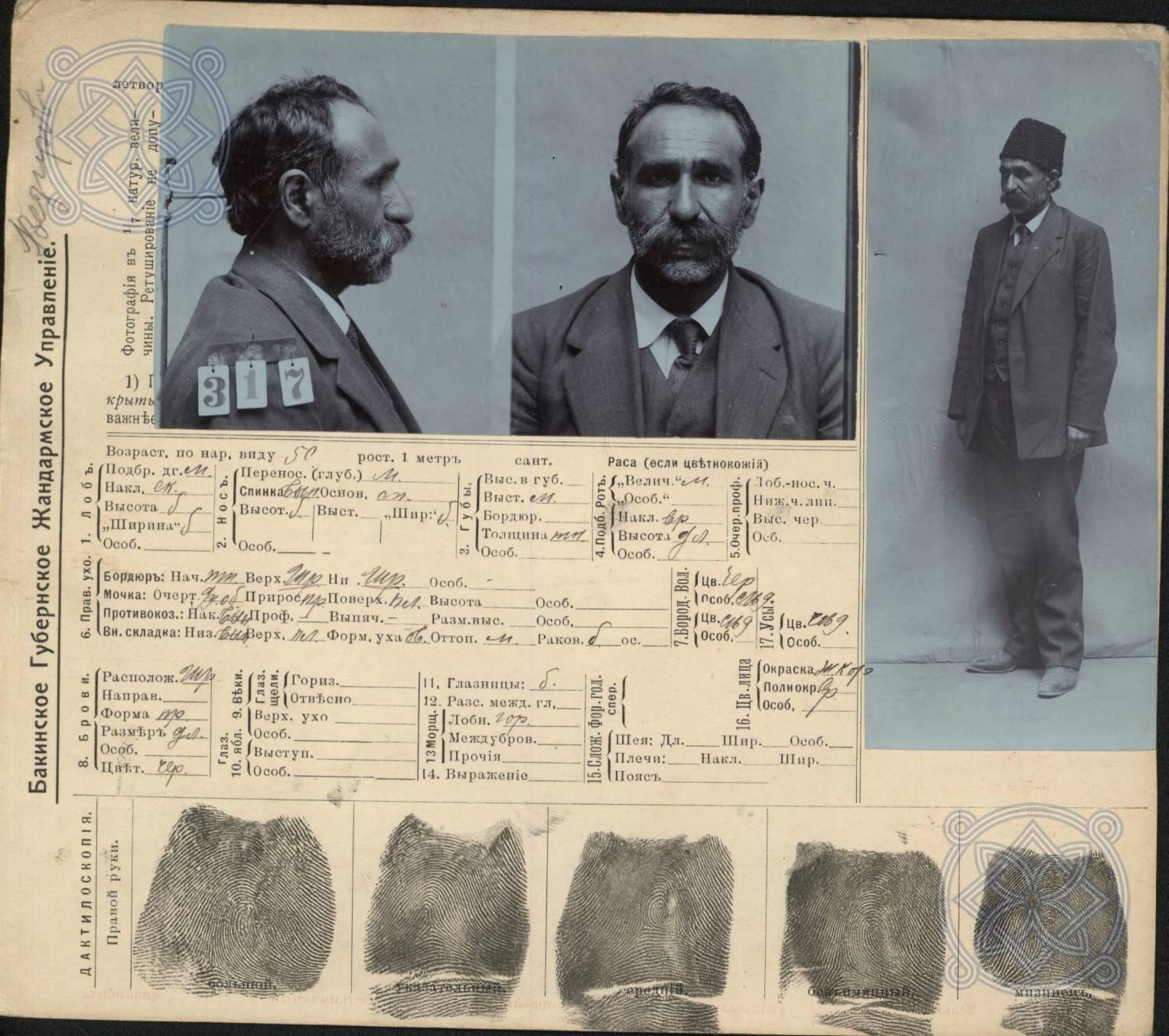
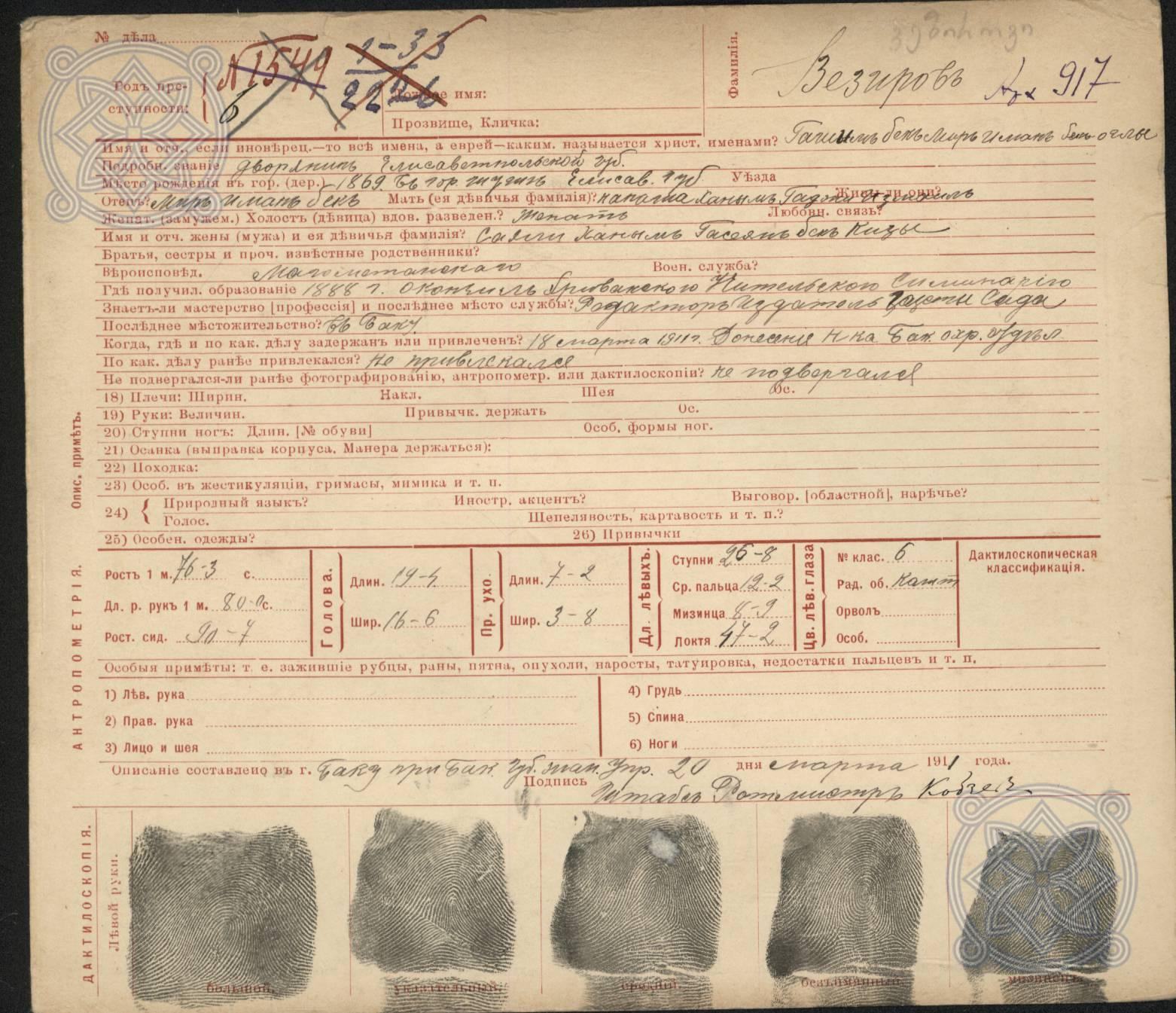

## Произведения
- «Школьное воспитание» (пьеса)
- «Не стучись в мою дверь — постучатся и в твою» (пьеса)
- «Жениться — не воды напиться» (пьеса)
- «Хан-хан» (пьеса)

## Публикации
- Везиров Г. Мои воспоминания о «Мектебе».- KB, 1901, № 2, с. 39-48 (паг. 2-я).